# Samuele Olivi
Samuele Olivi (* 1. August 1980 in Cesena) ist ein italienischer ehemaliger Fußballspieler.

## Karriere

### Verein
Samuele Olivi begann seine Karriere in der Jugendmannschaft der AC Cesena, für dessen Profimannschaft er am 7. Februar 1999 in der Serie-B-Partie gegen den FBC Treviso sein Pflichtspieldebüt absolvierte. Der Verteidiger brachte es in der Saison 1998/99 auf insgesamt sieben Ligaeinsätze für Cesena. Mit 45 Punkten wurde zum Saisonende mit dem 13. Rang der Klassenerhalt erreicht. Olivi konnte sich auch in der darauffolgenden Saison keinen Stammplatz in Cesena erspielen und lief in elf Ligapartien für die Mannschaft aus der Emilia-Romagna auf. Im Sommer 2000 unterschrieb der Abwehrspieler einen Vertrag beim Ligakonkurrenten Salernitana Sport. Es gelang ihm bei Salernitana sich einen Stammplatz zu erkämpfen und in vier Jahren in Folge mit der Mannschaft den Ligaerhalt zu sichern. Obwohl das Team in der Spielzeit 2002/03 mit nur 23 Zählern deutlich angeschlagen als Tabellenletzter in die Serie C1 abgestiegen wäre, blieb der Verein aufgrund des geplanten Zwangsabstiegs der Catania Calcio vom Fall in die Drittklassigkeit bewahrt, die Serie B wurde daraufhin für die folgende Saison 2003/04 auf 24 Mannschaften aufgestockt, sodass Catania Calcio in der Liga verbleiben durfte.
Nachdem Olivi in der darauffolgenden Spielzeit mit Salernitana auf sportlichen Weg für die Klassenerhalt sorgte, wurde aufgrund der Insolvenz dem Verein die Lizenz entzogen und vom Spielbetrieb ausgeschlossen. Der Defensivspieler verließ daraufhin die Mannschaft und schloss sich Piacenza Calcio an. Bei Piacenza schaffte er nun endgültig den Durchbruch den bildete für die lombardische Mannschaft eine wichtige Stütze in der Defensive. Dabei verlief die Saison 2006/07 überraschend erfolgreich, als die Mannschaft mit 68 Punkten der vierten Schlussrang in der Serie B erreichte. In jener Spielzeit bestritt Olivi 22 Ligapartien für Piacenza und konnte zwei Tore verbuchen. In den folgenden zwei Jahren gelang es mit einem gesicherten Mittelfeldrang den Klassenerhalt zu sichern.
Nachdem der Verteidiger mit 19 Partien in seiner letzten Saison bei Piacenza nicht mehr zum festen Stammkader zählte, entschloss er sich im Sommer 2009 den Verein zu verlassen und beim Drittligisten Pescara Calcio einen Vertrag zu unterzeichnen. Er debütierte am 24. August 2009 im Heimspiel gegen Rimini Calcio für Pescara. Beim 2:0-Sieg über Rimini gelang ihm zudem sogleich sein erstes Tor für den abruzzesischen Verein.
Zum Saisonende 2009/10 gelang ihm mit Pescara der Aufstieg in die zweithöchste Spielklasse. In den Play-off-Finals setzte sich die Mannschaft gegen Hellas Verona durch.

### Nationalmannschaft
Olivi absolvierte zwischen 1996 und 2002 insgesamt 32 Länderspiele für die italienischen Jugendnationalmannschaften. Er debütierte am 16. August 2000 in der Partie gegen Mexiko für die U-21 Auswahl und bestritt bis zu seiner letzten Partie für die Azzurrini am 12. Februar 2002 gegen die Vereinigten Staaten noch sieben weitere Partien für die U-21 Italiens.